# Hypercodia disparalis
Hypercodia disparalis är en fjärilsart som beskrevs av Walker 1863. Hypercodia disparalis ingår i släktet Hypercodia och familjen nattflyn. Inga underarter finns listade i Catalogue of Life.